# マヤコフスカヤ駅
マヤコフスカヤ駅（マヤコフスカヤえき、ロシア語:Маяковская　станция、マヤコフスカヤ・スタンツィヤ）は、ロシアのサンクトペテルブルク市ツェントラーリヌイ区（中央区）ネフスキー（ネヴァ）大通りにあるサンクトペテルブルク地下鉄の駅である。

## 接続路線

### 鉄道
- サンクトペテルブルク地下鉄
  - 1号線 - プロシャチ ヴォスタニヤ駅（蜂起広場駅）（地下で繋がっているため、改札を通らずに乗換可能）

地下通路で繋がっているため、改札を通らずに乗換可能である。また、マヤコフスカヤ駅の改札を入場後プロシャチ ヴォスタニヤ駅から電車に乗車すること、あるいはその逆も可能である。
なお、蜂起広場駅には、ロシア鉄道のモスコーフスキー駅（モスクワ駅）に直結する出入口がある。

### トロリーバス
- マヤコフスコゴ（マヤコフスキー）通り（駅西方、道路北側）
  - アドミラルチェイストヴァ（旧海軍省）方面：5・7・10・11・22系統
- ヴォスタニア（蜂起）通り（駅東方、道路南側）
  - クラスノグヴァルデイスキー（赤衛隊）広場方面：5・7・11系統
  - ポロホヴィエ方面：1・10・22系統
- ヴォスタニア（蜂起）通り（駅東方、道路北側）
  - アドミラルチェイストヴァ（旧海軍省）方面：1・5・7・10・11・22系統

### 路線バス
- マヤコフスキー通り（駅西方、道路北側）
  - アドミラルチェイストヴァ（旧海軍省）方面：22・24・27・191・180系統
  - クラスノグヴァルデイスキー（赤衛隊）広場・ポロホヴィエ方面：15・105系統
- マヤコフスキー通り（マヤコフスキー通り沿い）
  - クラスノグヴァルデイスキー（赤衛隊）広場方面：22系統
- ヴォスタニア（蜂起）通り（駅東方、道路南側）
  - クラスノグヴァルデイスキー（赤衛隊）広場方面：181系統
  - ポロホヴィエ方面：24・27・180・191系統
  - モスクワ広場方面：3系統
- ヴォスタニア（蜂起）通り（駅東方、道路北側）
  - アドミラルチェイストヴァ（旧海軍省）方面：3・7・22・24・27・180・181・191系統
  - クラスノグヴァルデイスキー（赤衛隊）広場・ポロホヴィエ方面：15・105系統

## 駅構造
地上にコンコース、改札があり、地下51mに島式プラットホームがある地下駅である。
- 東行：ルィバツコエ駅方面
- 西行：プリモルスカヤ方面

## 利用状況
乗車人員は707,521人／月、23,246人／日である。

## 駅周辺
- 蜂起広場
- モスコーフスキー駅（モスクワ駅）

## 歴史
- 1967年11月3日　地下鉄3号線　アレクサンドルネフスキー広場駅～ヴァシレオストロフスカヤ駅（ワシリー島駅）間開通と同時に開業。

## 隣の駅
サンクトペテルブルク地下鉄
■3号線（ネフスキー－ヴァシリエフスキー島線）
ゴスチヌイ・ドヴォル - マヤコフスカヤ - アレクサンドルネフスキー広場